# Фунтензе
Фунтензе (нем. Funtensee) — озеро в национальном парке Берхтесгаден, в земле Бавария (Германия). Площадь поверхности — 3,5 га. Высота — 1601 м над уровнем моря. В окрестностях озера в 2001 году был зафиксирован абсолютный минимум температуры для Германии — минус 45,9 °C.

## География

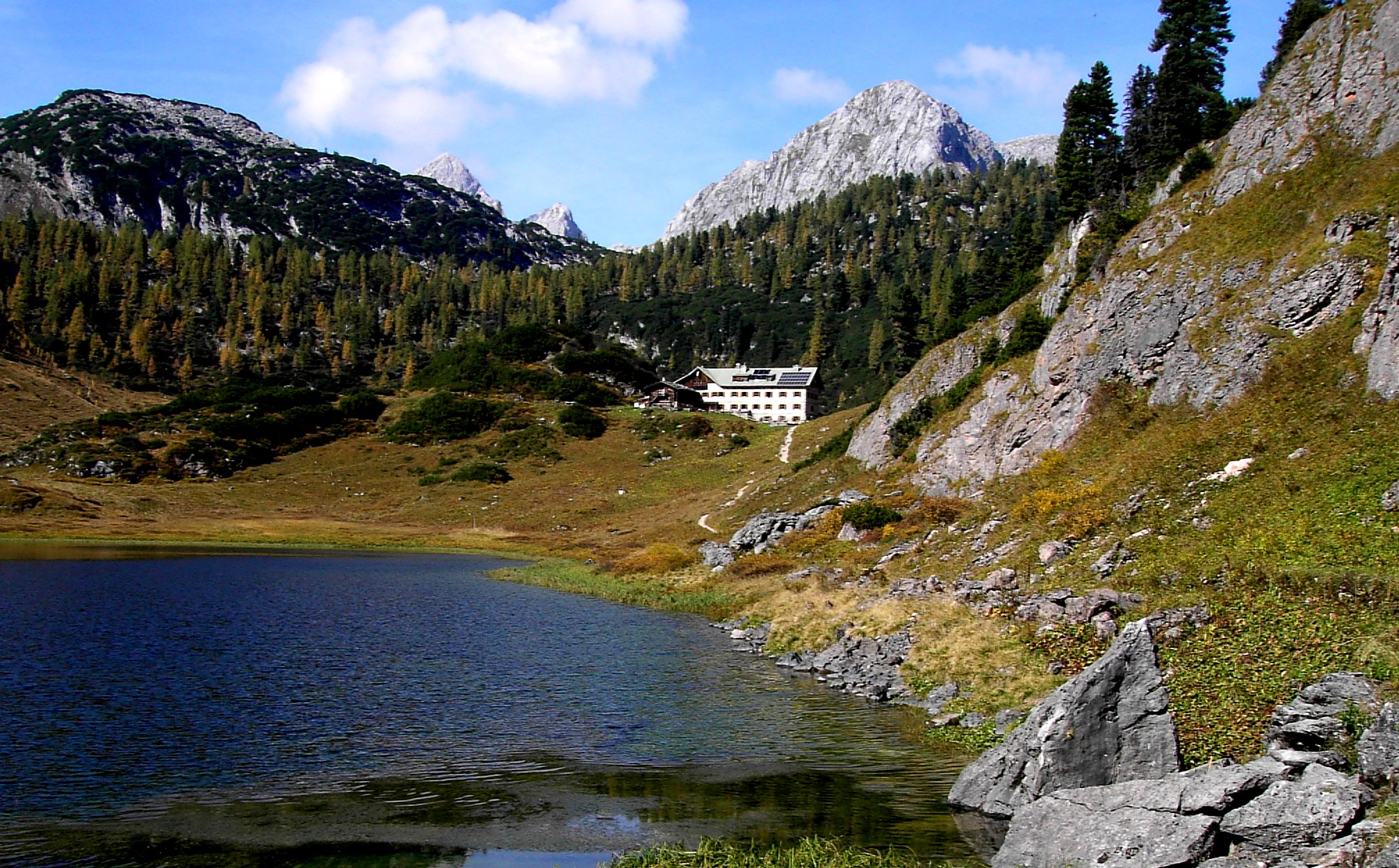
Северный берег озера и гора Карлингерхаус

Фунтензе расположено в Берхтесгаденских Альпах в низине между горами Карлингерхаус (1601 м), Вейхкогель (2158 м), Глюнкерер (1932 м), Штухльйох (2448 м) и Фунтензетауэрн (2578 м).
С юга озеро окружает гряда хребта Каменное Море (нем. Steinernes Meers) с вершиной Брайтхорн (2504 м).
Известны пещеры и национальный парк. Близ озера также расположена частная метеостанция.

## История
С 1604—1619 годы регион был известен как место выпаса овец местными жителями-баварцами.

## Климат

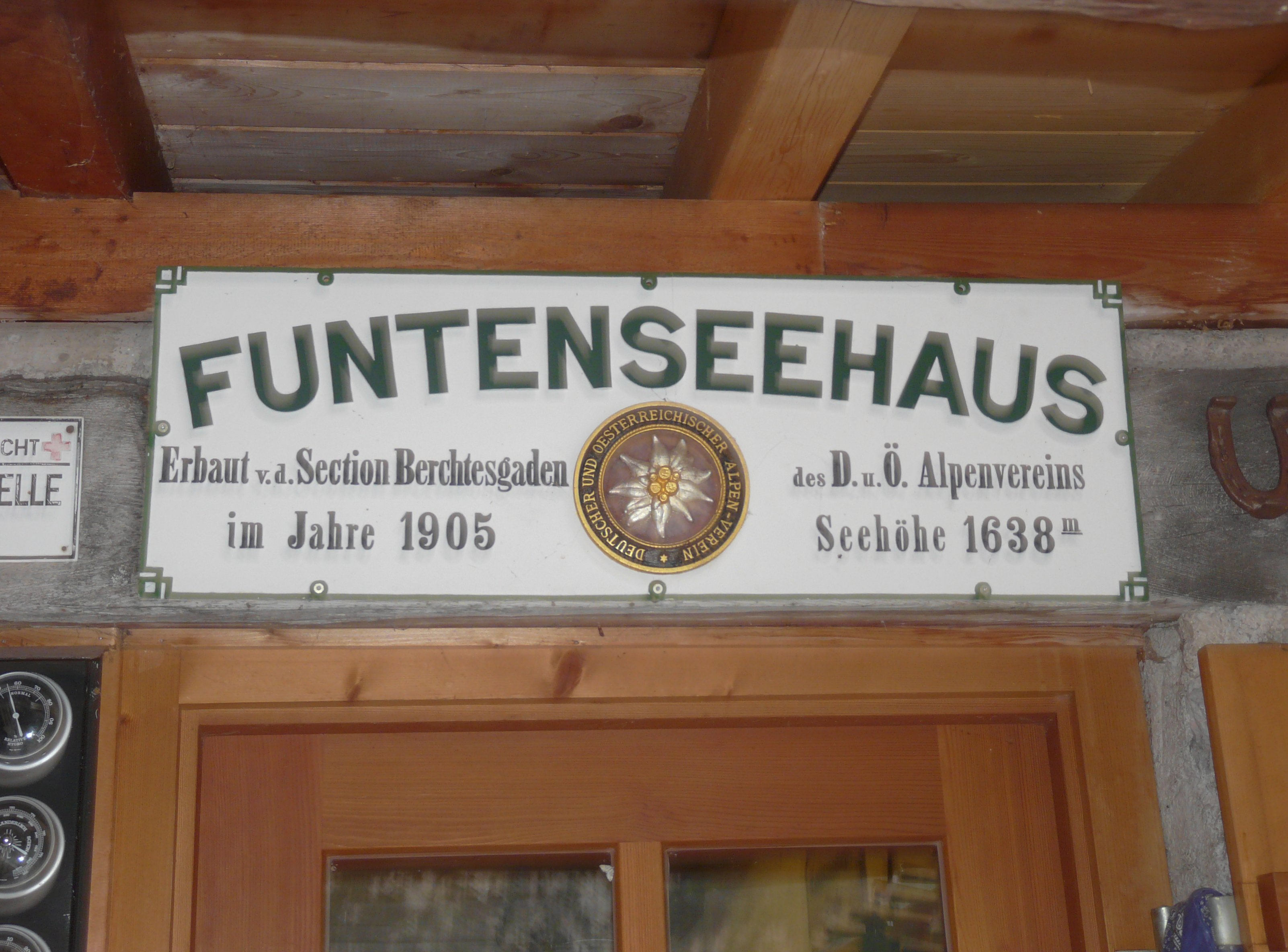

Эта местность известна как полюс холода Германии. 24 декабря 2001 года здесь была зафиксирована температура −45,9 °C, что является самой низкой температурой для Германии за всю историю наблюдений. В декабре 2003 года температура достигала минус 39,8 °C.
В январе 2009 года здесь была также зафиксирована рекордно низкая температура — минус 33,4 °C
| Показатель                    | Янв.  | Фев.  | Март  | Апр.  | Май  | Июнь | Июль | Авг. | Сен. | Окт.  | Нояб. | Дек.  | Год  |
| ----------------------------- | ----- | ----- | ----- | ----- | ---- | ---- | ---- | ---- | ---- | ----- | ----- | ----- | ---- |
| Средний суточный максимум, °C | −9,2  | −7,4  | −4,7  | 2,7   | 11,8 | 22,8 | 24,0 | 23,1 | 13,2 | −0,1  | −3,7  | −6,7  | 5,5  |
| Средний суточный минимум, °C  | −21,7 | −20,2 | −16,4 | −13,7 | −1   | 14,6 | 15,7 | 12,7 | −1,8 | −10,7 | −14,8 | −19,1 | −6,4 |
| Норма осадков, мм             | 48    | 45    | 35    | 21    | 20   | 23   | 12   | 31   | 45   | 52    | 57    | 44    | 433  |